# Стефанс, Лидия
Лидия Стефанс (Мерфи) (англ. Lydia Stephans (Murphy); род. 19 октября 1960 года в гор. Чикаго штат Иллинойс) — американская конькобежка специализирующаяся в конькобежный спорте и шорт-треке. Участвовала на Олимпийских играх 1984 года в конькобежном спорте на дистанции 1000 метров. Серебряный и 3-х кратная бронзовый призёр чемпионата мира по шорт-треку в эстафете.

## Спортивная карьера

### 1973—1978 год
Лидия Стефанс с раннего детства была вдохновлена, наблюдая по телевизору за конькобежцами Дианой Холам и Энн Хеннинг, соревнующихся на Олимпийских играх 1972 года. Это и привело её к вступлению в конькобежный клуб Нортбрука в 1973 году. Через три года в 1976 году она выиграла национальный чемпионат среди юниоров по конькобежному спорту, а в 1978 году чемпионат США среди девушек до 18 лет.

### 1980—1983 год
Начиная с 1980 года Лидия вошла в состав национальной сборной по шорт-треку и сразу выиграла бронзу на чемпионате мира в Милане, а на следующий год в Медоне в той же эстафете взяла серебро. В 1982 году победила на национальном чемпионате по шорт треку, а через год на чемпионате Северной Америки. В том же 1983 году она с командой вновь взяла бронзу эстафеты на чемпионате мира в Токио.

### 1984—1985 год
На Олимпийских играх в Сараево Лидия участвовала в конькобежном спорте на дистанции 1000 метров и заняла 13 место.
 Через месяц выиграла бронзу на 1500 метров и в эстафете на чемпионате мира по шорт-треку в английском Питерборо. Через год она участвовала на зимней Универсиаде в Беллуно и завоевала два серебра на дистанциях 1000 и 3000 метров.

### Карьера после спорта
Карьера спортсменки была короткой, а вот после впечатляющей. В сезоне 1985/86 года Лидия работала национальным тренером по шорт-треку в Американском образовательном центре при Университете Северного Мичигана в Маркетте штат Мичиган. Также работала в Совете директоров USISA с 1984 по 1989 года. Потом работала в качестве продюсера новостей для WLUC-TV. В 1986 году получила должность ABC Sports в Олимпийском дивизионе и стала первой женщиной вице-президентом ABC Sports, ответственной за программу «Широкий мир спорта». Она также отвечала за соревнования по NASCAR, теннису и гольфу.

### 1994—2021
В 1994 году Лидия стала вице-президентом по программированию и приобретениям. А в 1995 была приглашена в совет директоров Lifetime Television. В 1999 году была назначена президентом и продюсером Oxygen Sports и Oxygen Media. В 2006 году стала исполнительным вице-президентом по программированию и производству MSG Media, в 2008 году прибавила должность исполнительного продюсера. В 2009 году Лидия Стефанс основала фирму All Access Media Partners, которая предоставляла комплексные решения в области медиа, программирования, производства и маркетинга. В 2001 году она присоединилась к сетям Pac-12 Networks в качестве исполнительного вице-президента и генерального директора. Также входила в Совет директоров Ассоциации конькобежцев США. Через год 19 апреля 2013 года она стала президентом сети Pac-12, которым является и сегодня.
За свою карьеру в медиа она получила 31 премии Эмми, 15 премии Promax Awards.

## Награды
1994 год — внесена в зал Славы любительского Союза конькобежцев